# جزينان
جزينان هي قرية في مقاطعة طالقان، إيران. عدد سكان هذه القرية هو 363 في سنة 2006.